# Xinjiangovenator parvus
Lo xinjiangovenator (Xinjiangovenator parvus) è un dinosauro carnivoro appartenente ai celurosauri, vissuto nel Cretaceo inferiore (circa 136-116 milioni di anni fa), i cui resti fossili sono stati ritrovati in Cina.

## Classificazione
I fossili noti comprendono parte di una zampa posteriore (tibia, fibula, astragalo e calcagno) e vennero originariamente riferiti a un altro dinosauro carnivoro, Phaedrolosaurus, conosciuto solo per denti. I resti sono stati ritrovati nella formazione Lianmugin nei pressi di Wuerho, nella regione dello Xinjiang in Cina, e vennero descritti per la prima volta da Dong Zhiming nel 1973. Solo nel 2005 una ridescrizione del materiale, ad opera di Rauhut e Xu, mise in luce che i resti della zampa non potevano essere ascritti con certezza a Phaedrolosaurus, noto per i denti fossili. I resti erano stati attribuiti originariamente alla famiglia dei dromeosauridi, ma alcune caratteristiche sembrerebbero escludere Xinjiangovenator da questo gruppo. In particolare, la presenza di un'insolita fossa lungo la fibula non permette di chiarire le strette parentele di questo animale; sono state proposte somiglianze con il poco noto tirannosauro primitivo Bagaraatan della Mongolia, in ogni caso è certo che Xinjiangovenator può essere considerato un rappresentante del grande gruppo dei Maniraptora.